# Pamphilius aurantiacus
Pamphilius aurantiacus är en stekelart som först beskrevs av Giraud 1857.  Pamphilius aurantiacus ingår i släktet Pamphilius, och familjen spinnarsteklar. Arten har ej påträffats i Sverige.